# 모스크바 총대주교 알렉세이 2세
모스크바 및 전 루스 총대주교 알렉시 2세(러시아어: Патриарх Московский и всея Руси Алексий II, 문화어: 알렉씨 2세, 1929년 2월 23일 - 2008년 12월 5일)는 러시아 정교회의 제16대 총대주교이다. 알렉시 2세는 에스토니아의 탈린에서 18세기에 정교로 개종한 귀족의 후손인 발트 독일인 부모 사이에서 태어났으며, 속명은 알렉세이 리디게르(독일어: Aleksey Ridiger, 러시아어: Алексей Михайлович Ридигер 알렉세이 미하일로비치 리디게르[*])였다. 1947년부터 1949년까지 레닌그라드 신학교에 다녔으며 졸업했다. 2008년 12월 6일 심장마비로 향년 79세로 안식하였다. 안식한 뒤에는 신현성당(神現聖堂)에 시신이 안치되었다.

## 생애
알렉시 2세는 유럽인들에게 기독교 신앙을 포기하지 말고 기독교적 정체성을 지켜나갈 것을 당부했다. 그는 "만약 그렇지 않을 경우, 그들 스스로 사형선고를 내리는 것이며, 앞으로 역사에서 기독교가 사라지는 위험이 올 수도 있다."라고 경고했다.
알렉시 2세는 사회주의 혁명 후 분열한 모교회인 모스크바 총대교구좌 산하의 러시아 정교회와 국외로 망명한 해외 러시아 정교회의 재통합을 이룩하는 성과를 냈다. 1927년 당시 모스크바 총대주교 대행이었던 세르기 1세가 볼셰비키를 지지한다는 입장을 밝힌 뒤, 러시아 정교회는 급속도로 분열 상황을 겪게 됐다. 알렉시 2세는 이 같은 교회의 아픈 역사를 잊지 않으면서 양쪽에 화합과 연대를 부탁했고 소련이 무너지면서 그의 노력이 현실로 이뤄지게 됐다.
소련 붕괴 후 러시아에 종교적 해빙기가 찾아오면서 2000년 러시아 정교회 주교회의가 일치를 위한 조치를 결의하자, 이어 그해 10월 해외 러시아 정교회 주교회의가 긍정적 반응을 보이면서 화해를 위한 실제적인 조치들이 잇따르게 되었다. 결국, 2004년 5월 알렉시 2세 총대주교의 초청으로 라브르 관구장주교가 이끄는 해외 러시아 정교회 대표단이 러시아를 방문하였다. 이때 두 교회 지도자들은 "사회주의 혁명과 내전의 결과로서 발생한 비극적 분열을 극복하고 하나의 러시아 정교회로서 공동성사와 교회법적 통합을 할 때가 되었음"을 선언하였다. 이후 모스크바 총대교구청과 해외 러시아 정교회는 공동위원회를 구성, 8차에 걸쳐 협상을 벌인 끝에 2006년 11월 14일, 교회법적 통합조례를 작성해 승인함으로써 사실상 법적 통합 작업을 마무리했다.
2005년 4월 3일, 알렉시 2세는 로마 교황 요한 바오로 2세의 선종에 애도를 표하면서도 요한 바오로 2세의 재임 기간 동안 천주교회가 동유럽의 정교권을 선교지로 삼은 것에 대한 지적도 빼지 않았다. 그는 교황청 추기경단 대표 요제프 라칭어 추기경 앞으로 보낸 애도 메시지에서 “중병에도 불구하고 삶의 마지막 날까지 그는 자신의 임무에 충실했으며, 자신의 양떼를 용기 있게 돌보았다”며 애도를 표했다. 알렉시 2세는 요한 바오로 2세의 선종으로 새로운 시대를 맞게 될 천주교회에 “우리 교회들 사이에 상호존중과 그리스도인으로서 형제애의 관계가 갱신되기를 바란다”는 기대의 말을 남겼다.
하지만 알렉시 2세는 요한 바오로 2세를 가리켜 ‘로마의 교황’(Pope of Rome), ‘고대 로마 교구의 수장’(Primate of the ancient Roman See)라는 용어를 사용, 교황수위권을 인정하지 않는다는 정서를 드러내기도 했다.
2005년 4월 25일, 알렉시 2세는 교황 베네딕토 16세와의 회동 가능성에 대해 "천주교회가 정교회 지역에서 선교활동을 중단해야 가능하다."라는 뜻을 밝혔다. 그는 언론을 통해 “천주교회가 정교회 지역에서 벌이고 있는 ‘개종 행위’를 중단하고 우크라이나 동방전례 천주교회를 총대교구로 격상하려는 계획을 취소하라”며 “정교세계를 어지럽히고 있는 이런 문제들을 먼저 개선하지 않는다면 로마 교황 베네딕토 16세와 나란히 카메라 앞에서 포즈를 취하는 그런 단순한 만남은 필요 없다”고 말했다.
알렉시 2세는 또한 “정교 우세 지역인 우크라이나 동부로 침범하고 있는 동방전례 천주교회의 행동과 천주교 우세 지역인 우크라이나 서부에서 빚어지고 있는 정교회에 대한 차별 상황이 개선돼야 한다”고도 말했다.
더불어 콘스탄티노폴리스 세계 총대주교가 우크라이나 지역에서 영향력을 확대하고 있는 상황에 대해서도 불편한 심기를 드러냈다. 소련이 붕괴한 후 현재 우크라이나 정교회는 러시아 정교회의 관할권 안에 있는 ‘우크라이나 정교회 (모스크바 총대주교청)’과 러시아 정교회에서 독립을 선언한 다음 콘스탄티노폴리스 세계 총대주교청의 지지를 기대하고 있는 ‘우크라이나 정교회 (키이우 총대주교청)’으로 분열되어 있다. 알렉시 2세는 이런 상황을 빗대 “우크라이나에서 교회법상 합법적인 교회가 어디에 있으며, 분열주의적 교회가 어디에 있는지 우크라이나 사람들은 잘 알고 있다”고 말했다.
2007년 5월 17일 예수 승천 대축일을 맞아 본토파의 알렉시 2세 총대주교와 해외파의 라브르 관구장주교가 모스크바의 구세주 그리스도 대성전에서 교회 재통합 협정에 서명함으로써 두 교회는 80년 만에 재통합하였다. 그러나 재통합이 되었어도 해외파는 종전처럼 성직서품이나 교구 운영 등 교회 행정과 재정을 독립적으로 운영하고 있다. 모스크바측은 이번 통합 선언은 영적으로 교회가 일치하는 점을 확인하는 것이자 모스크바 총대주교가 통합교회를 정신적으로 이끌어감을 천명한 것이라고 설명했다.
2008년 9월 30일, 러시아를 방문한 이명박 대통령과 만나 종교간 대화와 종교 지도자간 교류 활성화, 러시아 정교회의 사회통합 역할, 현대사회에서의 종교의 역할 등에 관해 의견을 교환했다.